# جاده ۴۵ (ایران)
جاده ۴۵ جاده‌ای در جنوب غربی ایران است. این جاده بندر دیلم و جاده ساحلی خلیج فارس را به رامهرمز و جاده اهواز-اصفهان از طریق بهبهان متصل می‌کند.